# Peter Adler (Politiker)
Peter Adler (* 26. März 1940 in Dresden; † 19. September 2010 in Radeberg) war ein deutscher Politiker (SPD). Er war von 1990 bis 2004 für drei Wahlperioden Mitglied des Sächsischen Landtags.

## Leben
Adler wurde 1940 in Dresden geboren, wo er auch die Grund- und anschließend die Oberschule besuchte. Nach dem Schulabschluss absolvierte er eine Lehre zum Werkzeugmacher und danach ein Studium an der Technischen Universität Dresden. Nach dem Diplom begann er als Berufsschullehrer und Fachberater für Automatisierung und Informatik zu arbeiten.
In der Zeit der Wende 1989/1990 bekleidete er bis zur Wiedergründung des Freistaates Sachsen das Amt des stellvertretenden Regierungsbevollmächtigten an der Bezirksverwaltungsbehörde Dresden. Er lebte im Radeberger Ortsteil Liegau.

## Politik
Peter Adler war von 1961 bis 1968 Mitglied der DDR-Blockpartei NDPD. Er trat am 1. November 1989 der SDP bei und war zwischenzeitlich Vorsitzender des Bezirksverbandes Dresden der SPD. Er gehörte dem Runden Tisch im Bezirk Dresden an. Bei der Landtagswahl in Sachsen 1990 wurde er über die Landesliste der SPD Sachsen in das sächsische Parlament gewählt, in das er auch bei den Folgewahlen 1994 und 1999 jeweils über die Landesliste einzog. Im Landtag gehörte er für seine Fraktion unter anderem dem Geschäftsordnungsausschuss an. Im Jahr 2004 schied er aus dem Landtag aus. Ab 1999 war er Ortsvorsteher von Liegau-Augustusbad, Abgeordneter im Stadtrat von Radeberg, wo er der SPD-Fraktion vorstand und Vorsitzender der SPD im Radeberger Land.
Seit seiner Gründung 1992 war Adler Vorsitzender des sozialdemokratischen Herbert-Wehner-Bildungswerkes, zuletzt Ehrenvorsitzender.

## Ehrungen
Am 26. Mai 1997 wurde ihm von Landtagspräsident Erich Iltgen die Sächsische Verfassungsmedaille verliehen. Am 13. Oktober 2009 erhielt er zu dem Anlass „20 Jahre Friedliche Revolution“ den Sächsischen Verdienstorden.